# Sulpitia Cesis
Sulpitia Cesis, född 1577, död 1619, var en italiensk kompositör och nunna.
Hon är känd för sitt verk Motetti Spirituali (1619).